# Brazo Largo

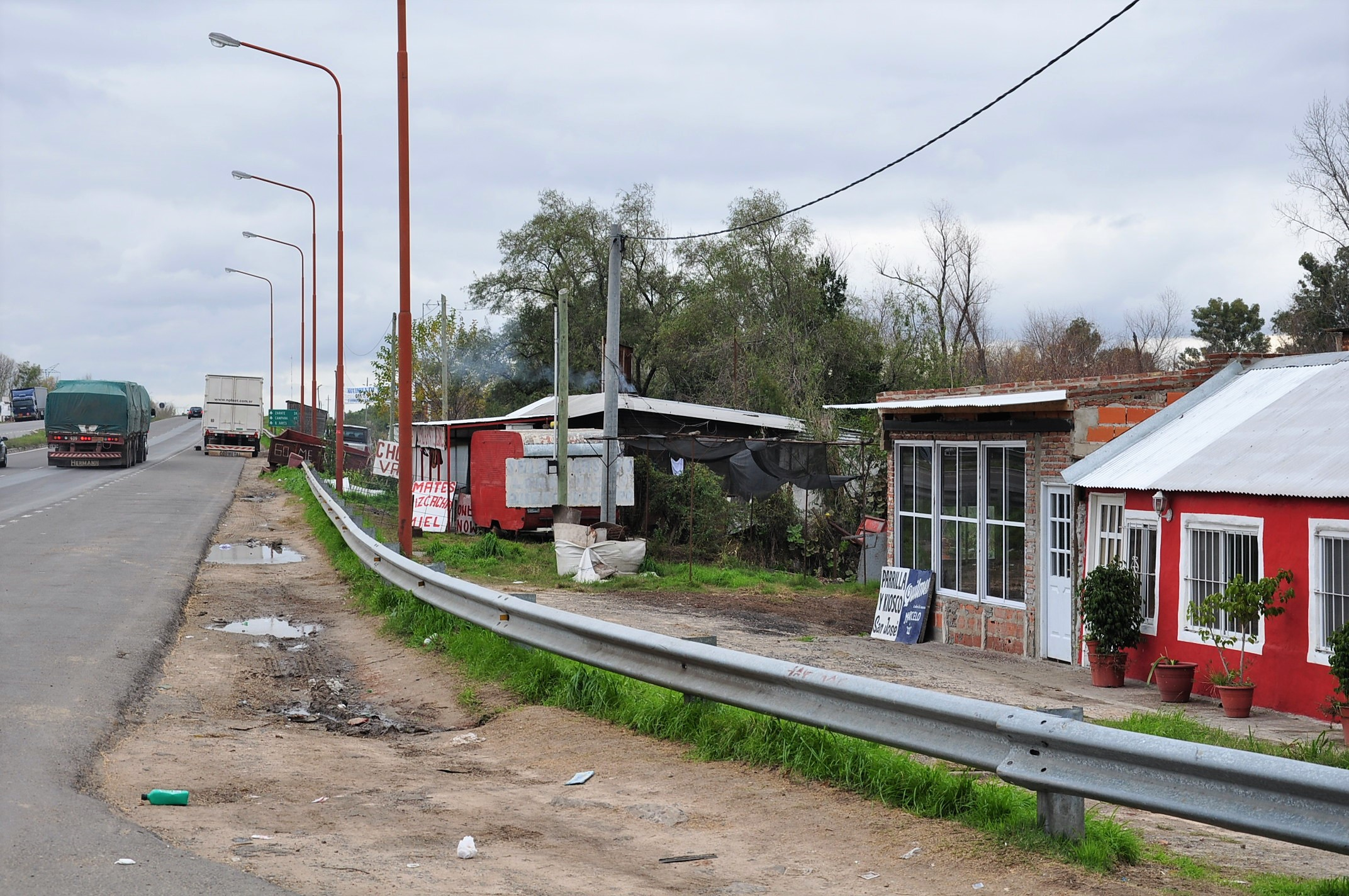
Ruta Nacional No.12 pasando por Brazo Largo

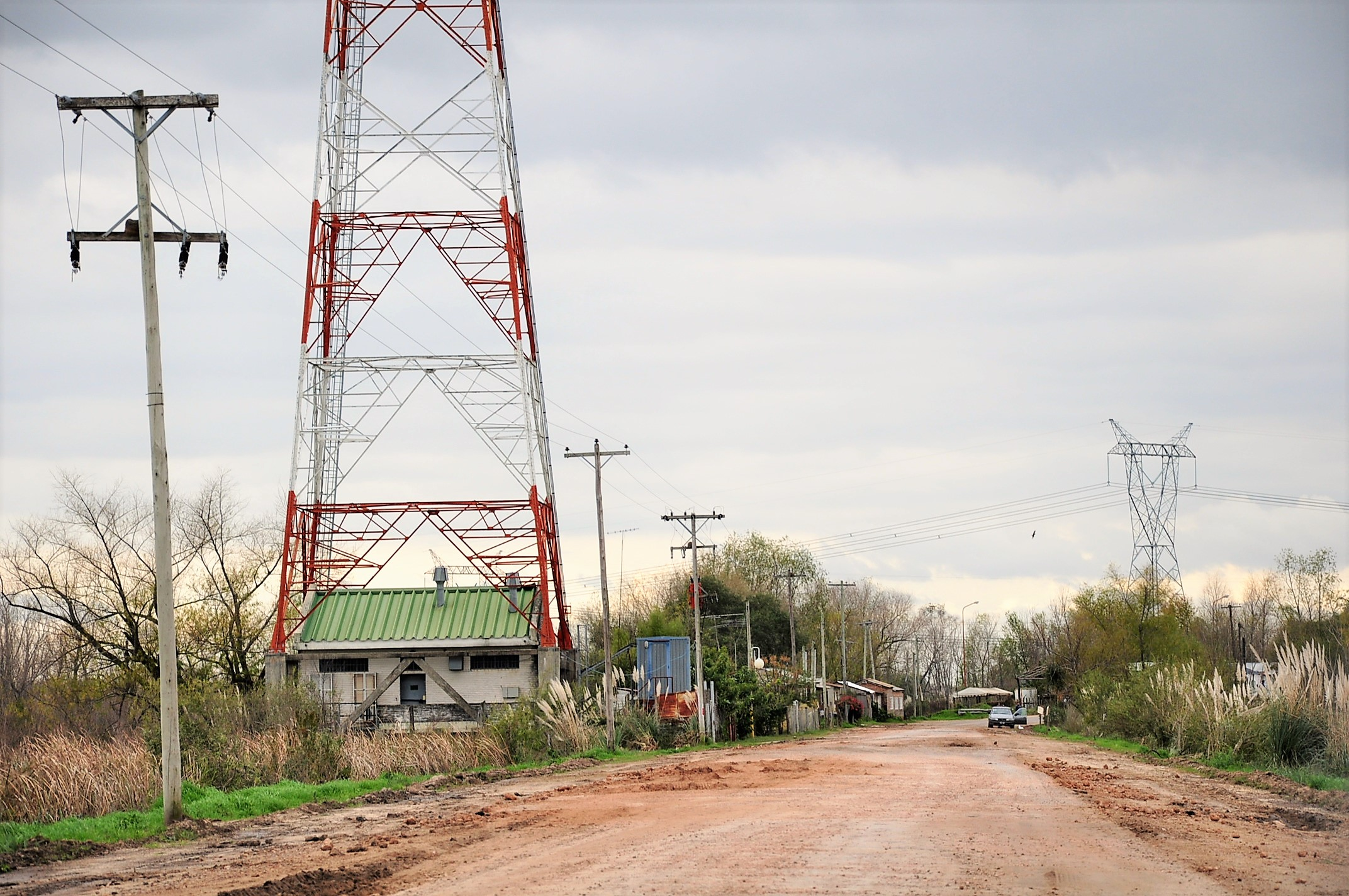
Calle en Brazo Largo

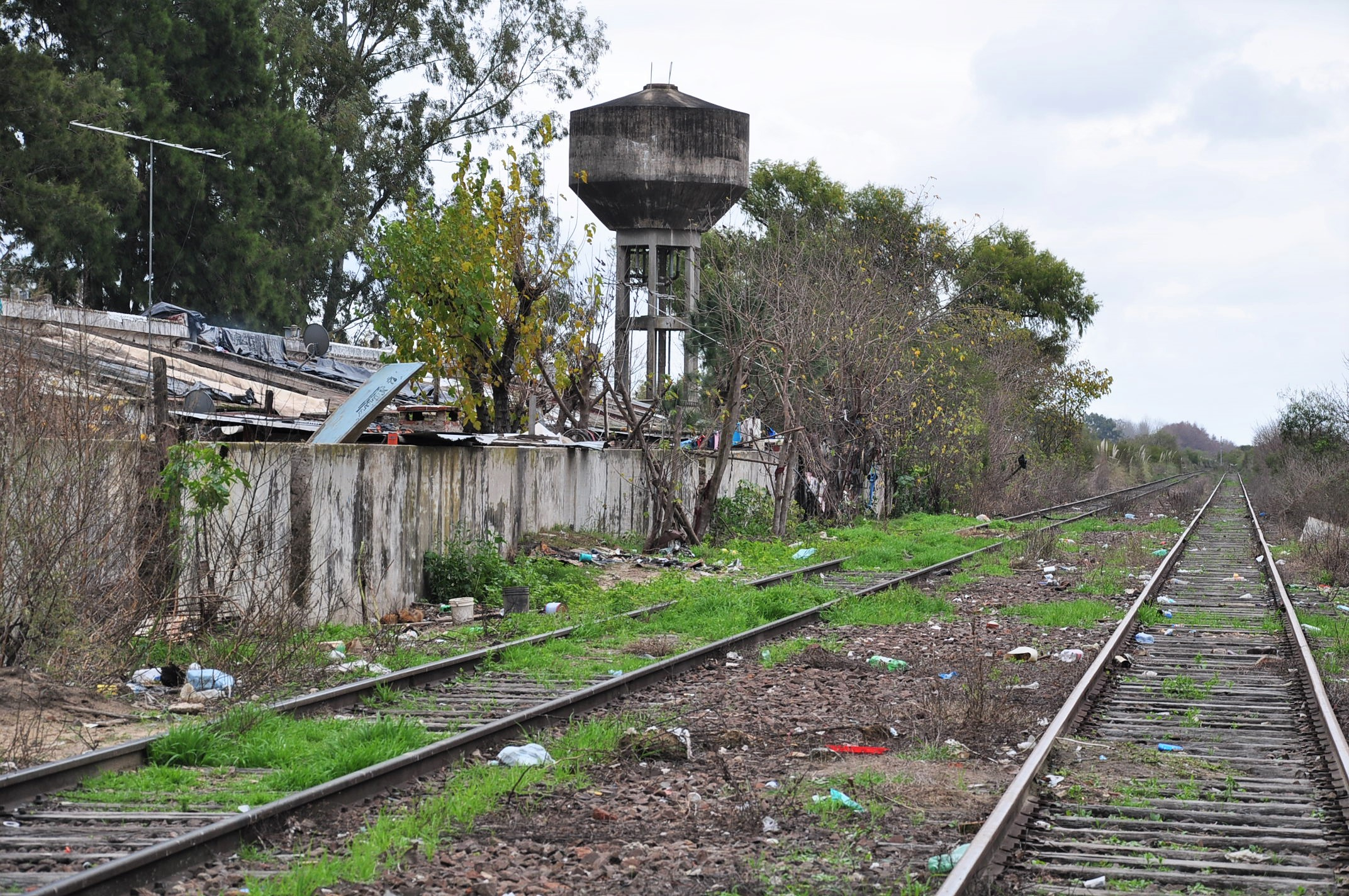
El paraje Estación Brazo Largo, 8 km al oeste de Brazo Largo

Brazo Largo (33°47′00″S 58°36′00″O / -33.78333, -58.60000) es un paraje ubicado a 6 km del río Paraná Guazú, uno de los brazos del delta del río Paraná, en el distrito Paranacito del departamento Islas del Ibicuy, al sudeste de la provincia de Entre Ríos, Argentina. Pertenece al ejido municipal de Villa Paranacito.
Se halla a 162 km de Buenos Aires ingresando a la provincia por el Puente Zárate-Brazo Largo y bajando en el 2º puente, Ruta Nacional 12; luego se va hacia el sudeste por la ruta provincial 46 hasta el acceso.

## Camping y pesca
Sobre las orillas del río Paraná Guazú hay numerosas comodidades para el turista.
Sitios de pesca del Paraná Guazú: "El Pantano", "Isla El Brasilero", "Paraná Bravo", "Arroyo Las Piedras", "río Gutiérrez", "Isla Paloma", "Pasaje Talavera", "Puerto Constanza", "Cinco Bocas".

## Sismicidad
La región responde a la «subfalla del río Paraná», y a la «subfalla del río de la Plata», con sismicidad baja; y su última expresión se produjo el 5 de junio de 1888 (136 años), a las 3.20 UTC-3, con una magnitud en Brazo Largo, aproximadamente de 5,0 en la escala de Richter (terremoto del Río de la Plata de 1888).